# Crociera aerea transatlantica Italia-Brasile

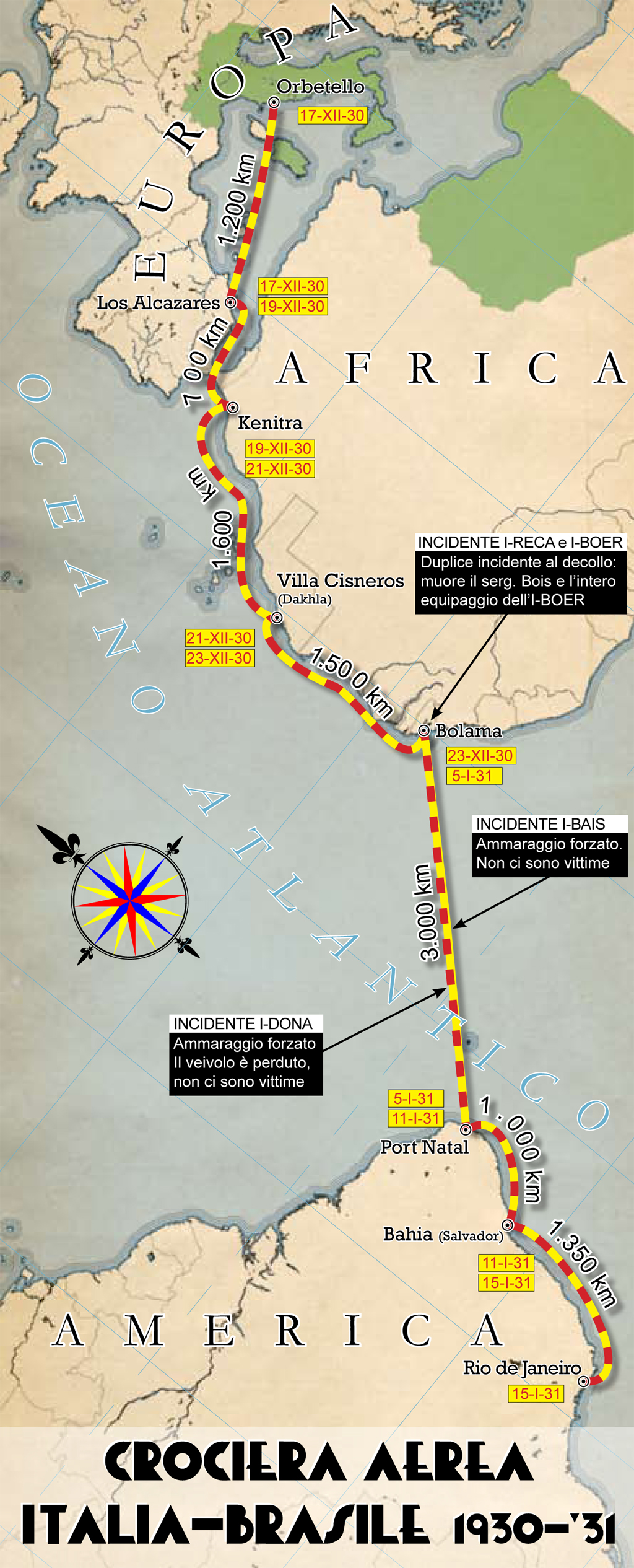
Il percorso della crociera aerea transatlantica Italia-Brasile

La crociera aerea transatlantica Italia-Brasile, o crociera aerea transatlantica, anche nota come "volo in massa Italia-Brasile", "crociera aerea Italia-Brasile", "I crociera atlantica", fu la prima crociera aerea transatlantica di massa. Venne organizzata da Italo Balbo dopo il successo delle due crociere di massa nel Mediterraneo: Crociera aviatoria del Mediterraneo Occidentale (1928) e la Crociera aviatoria del Mediterraneo Orientale (1929). Si tenne tra il 17 dicembre 1930 e il 15 gennaio 1931.

## La trasvolata

### Origine del progetto
Dopo le due crociere nel Mediterraneo, si pensò ad un'impresa di più ampio respiro: una trasvolata atlantica in formazione, mai effettuata prima. Fu con questo scopo che, nel 1930, venne realizzata ad Orbetello la NADAM, Scuola di navigazione aerea d'alto mare, per preparare equipaggi in grado di effettuare trasvolate oceaniche. Furono utilizzati 12 idrovolanti Savoia-Marchetti S.55A.

### La meta
La meta prevista era Rio de Janeiro.

### Le tappe
- Orbetello 17 dicembre 1930 Los Alcázares 1.200 km
- Los Alcazares 19 dicembre - Port-Lyautey (Marocco Francese) 700 km
- Port-Lyautey 23 dicembre - Villa Cisneros nel Rio de Oro (oggi Dakhla, Sahara Occidentale) 1.600 km
- Villa Cisneros 25 dicembre - Bolama (Guinea portoghese) 25 dicembre 1500 km
- Bolama 5 gennaio - Natal (Brasile) 3.000 km

Il tratto di trasvolata atlantica di circa 3000 km si presentava come la tappa più difficile di tutta la trasvolata. Non solo per la lunghezza del percorso, che sarebbe stato coperto in circa 20 ore, ma anche per il momento del decollo, con gli S.55 caricati al massimo delle loro possibilità di carburante. Per risparmiare sul peso vennero rimossi anche i giubbotti di salvataggio. Il decollo avvenne la notte del 5 gennaio. Alle 01:29 GMT L'I-VALL e l'I-RECA dovettero sospendere la manovra di decollo per problemi di surriscaldamento ai motori.
Al decollo un incidente coinvolge l'I-RECA (perde la vita il sergente Fois) e l'I-BOER (perde la vita l'intero equipaggio). Durante la trasvolata ammarano l'I-DONA, che riesce a riprendere il volo, e l'I-BAIS, che invece, danneggiato, affonda, mentre l’equipaggio viene recuperato dalle navi d’appoggio.
- Natal 11 gennaio - Bahia (oggi Salvador) 1000 km
- Bahia 15 gennaio - Rio de Janeiro 15 gennaio 1931 1350 km

## La formazione
Di seguito l'elenco dei velivoli per ogni squadriglia, e i rispettivi equipaggi.
- Squadriglia nera
  - I-BALB
    - Gen. Italo Balbo, Cap. Stefano Cagna, Ten. Gastone Venturini, S.Ten. Gino Cappannini

  - I-VALL
    - Gen. Giuseppe Valle, Cap. Attilio Biseo, M.llo Giovanni Carascon, S.M. Erminio Gadda

  - I-MADD
    - T.Col Umberto Maddalena, Ten.Fausto Cecconi, Serg. Cesare Bernazzani, S.Ten. Giuseppe Da Monte
- Squadriglia rossa

- - I-MARI

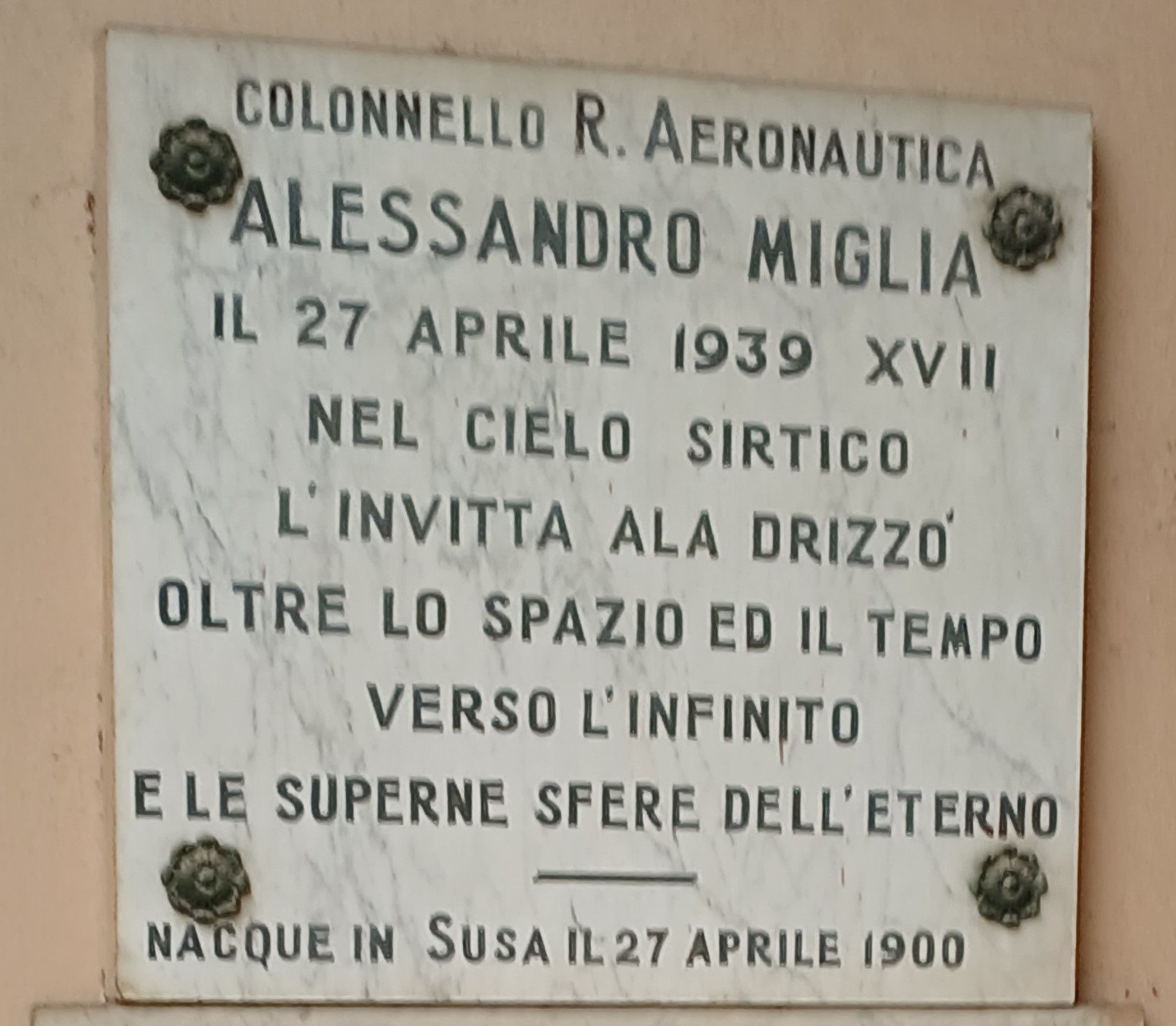
Cenotafio di Alessandro Miglia nel cimitero di Susa

    - Cap. Giuseppe Marini, Cap. Alessandro Miglia, Serg.Davide Giulini, M.llo Salvatore Beraldi

  - I-DONA (riserva)
    - Cap. Renato Donadelli, Ten. Pietro Ratti, Serg. Ubaldo Gregori, S.M. Raffaele Perini

  - I-RECA
    - Cap. Enea Silvio Recagno, Ten. Renato Abbriata, S.M. Francesco Mancini, Serg. Luigi Fois

  - I-BAIS
    - Cap. Ugo Baistrocchi, Ten. Luigi Gallo, S.M. Francesco Francioli, 1º Av. Amedeo Girotto
- Squadriglia bianca
  - I-AGNE
    - Cap. Alfredo Agnesi, Ten. Silvio Napoli, 1º Av. Giuseppe Virgili, S.M. Ostilio Gasparri

  - I-DRAG
    - Cap. Emilio Draghelli, Ten. Leonello Leone, 1º Av. Carlo Giorgielli, S.M. Bruno Bianchi

  - I-BOER
    - Cap. Luigi Boer, ten. Danilo Barbi Cinti, S.M. Ercole Imbastari, Serg. Felice Nensi

  - I-TEUC (riserva)
    - Ten. Giuseppe Teucci, Ten. Luigi Questa, 1º Av. Giuseppe Berti, S.M. Armando Zana
- Squadriglia verde
  - I-LONG
    - Magg. Ulisse Longo, Cap. Guido Bonini, M.llo Mario Pifferi, Ten. Ernesto Campanelli

  - I-CALO
    - Ten. Jacopo Calò Carducci, S.M. Ireneo Moretti, 1º Av. Tito Mascioli, Serg. Augusto Romin

  - I-DINI
    - Ten. Letterio Cannistraci, Ten. Alessandro Vercelloni, Av.Sc. Alfredo Simonetti, S.M. Giuseppe Maugeri